# Ignaz Trollmann von Lovcenberg

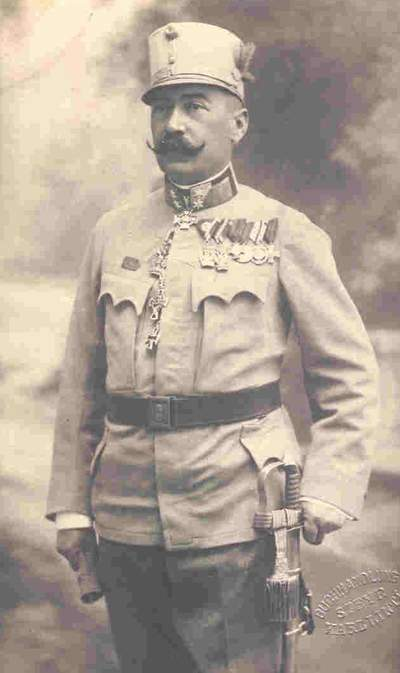
Ignaz Trollmann von Lovcenberg.

Ignaz Trollmann von Lovcenberg, född 25 november 1860 i Steyr, död 23 februari 1919 i Graz, var en österrikisk friherre och militär. 
Trollmann blev 1880 officer vid infanteriet, 1887 generalstabsofficer, 1903 överste, 1910 generalmajor och brigadchef samt 1913 fältmarskalklöjtnant och chef för 18:e infanterifördelningen. 
Under första världskriget ledde Trollmann först sin arméfördelning (i Serbien) och därefter, sedan 1915, 19:e armékåren (samma år på Karpaterfronten och i Galizien). Med denna stormade han den 8–12 januari 1916 det av montenegrinerna starkt befästa och besatta, som ointagligt ansedda, berget Lovcen vid Kotor och intog Cetinje. 
Efter Montenegros underkuvande samma år blev Trollmann general av infanteriet. Åren 1916–17 deltog han med armékåren i fälttåget i Albanien. Han upphöjdes 1917 i friherrligt stånd och försattes den 1 januari 1919 i disponibilitet.